# Castillo de Breivelde

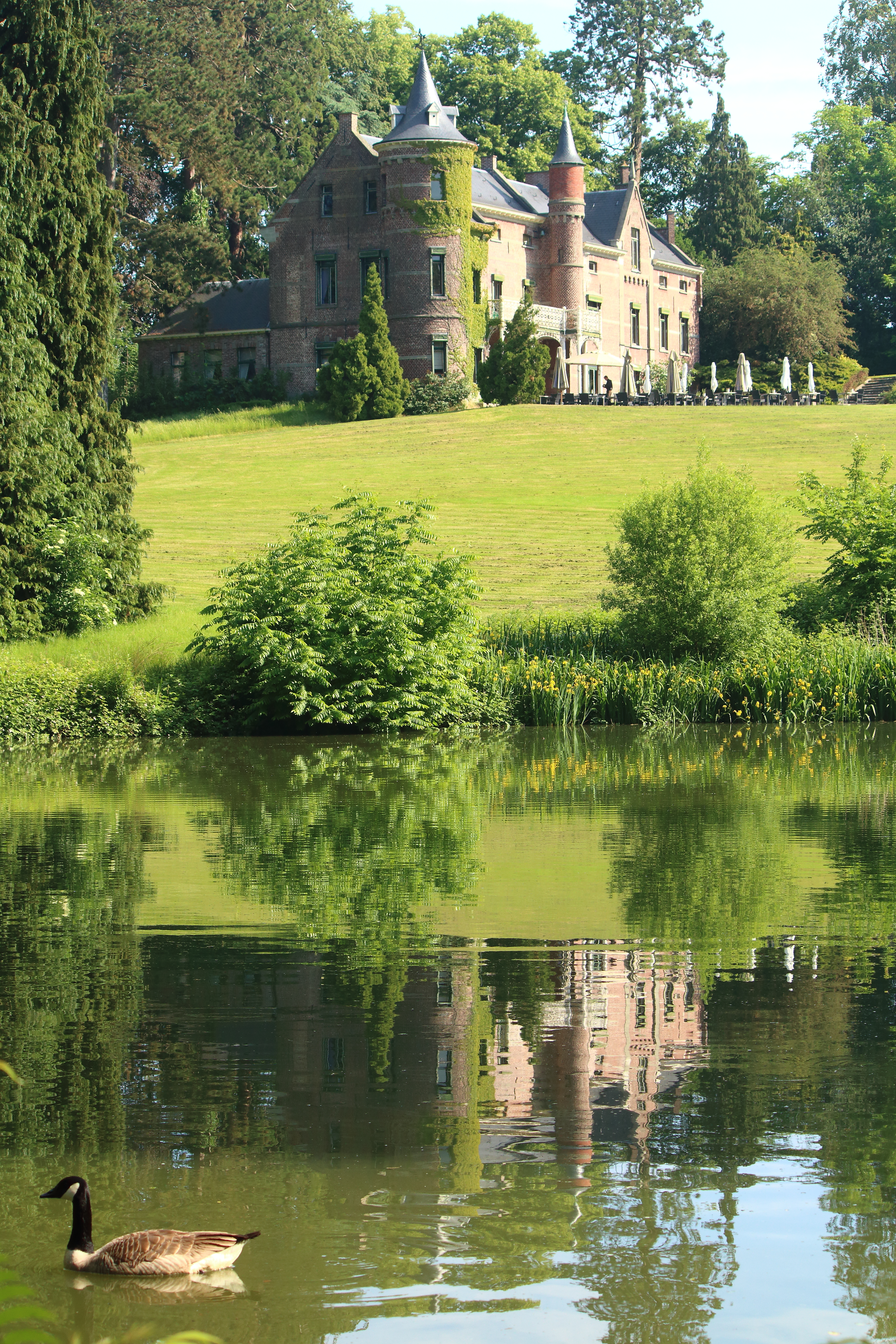
Castillo de Breivelde

El castillo de Breivelde (en neerlandés: Kasteel (van) Breivelde) y el parque circundante es un castillo en Grotenberge, Zottegem, Bélgica. El castillo de Breivelde fue construido en 1904 con estilo neorrenacentista por el propietario Philippe Plancqaert van Exen van Beauvechain, en sustitución de una mansión erigida en 1871 por el antiguo propietario August De Rouck. Está rodeado por un jardín paisajístico público de diseño inglés que contiene estanques, cascadas y árboles exóticos. La imitación de un recodo de río (creado hacia 1852) refleja el castillo en sus aguas. La finca está abierta al público desde 1971. 
La estructura del edificio es una construcción de ladrillo y piedra. Se desarrolla en dos plantas y media bajo cubierta a dos aguas, con torre esquinera de muros curvos. La fachada incluye un balcón sobre columnas de hierro fundido y arcada.
El castillo se restauró varias veces; una nueva fase de restauración comenzó después de 2021. Es un monumento patrimonial paisajístico desde 1982.